# Keizerstraat (Montfoort)
De Keizerstraat is een woon- en winkelstraat in de oude stadskern van de Nederlandse plaats Montfoort. De Keizerstraat verbindt de Hoogstraat met De Plaats en wordt doorkruist door de Peperstraat.

## Herkomst van de naam
De herkomst van de naam is onduidelijk. Een mogelijkheid is dat de straat vernoemd is naar Keizer Karel V ten tijde van zijn aftreden in 1555. Voor de naamswijziging heette de Keizerstraat de Lapstraat.

## Afbeeldingen

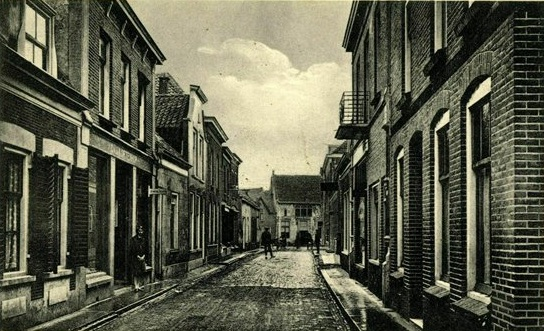
De straat in 1927
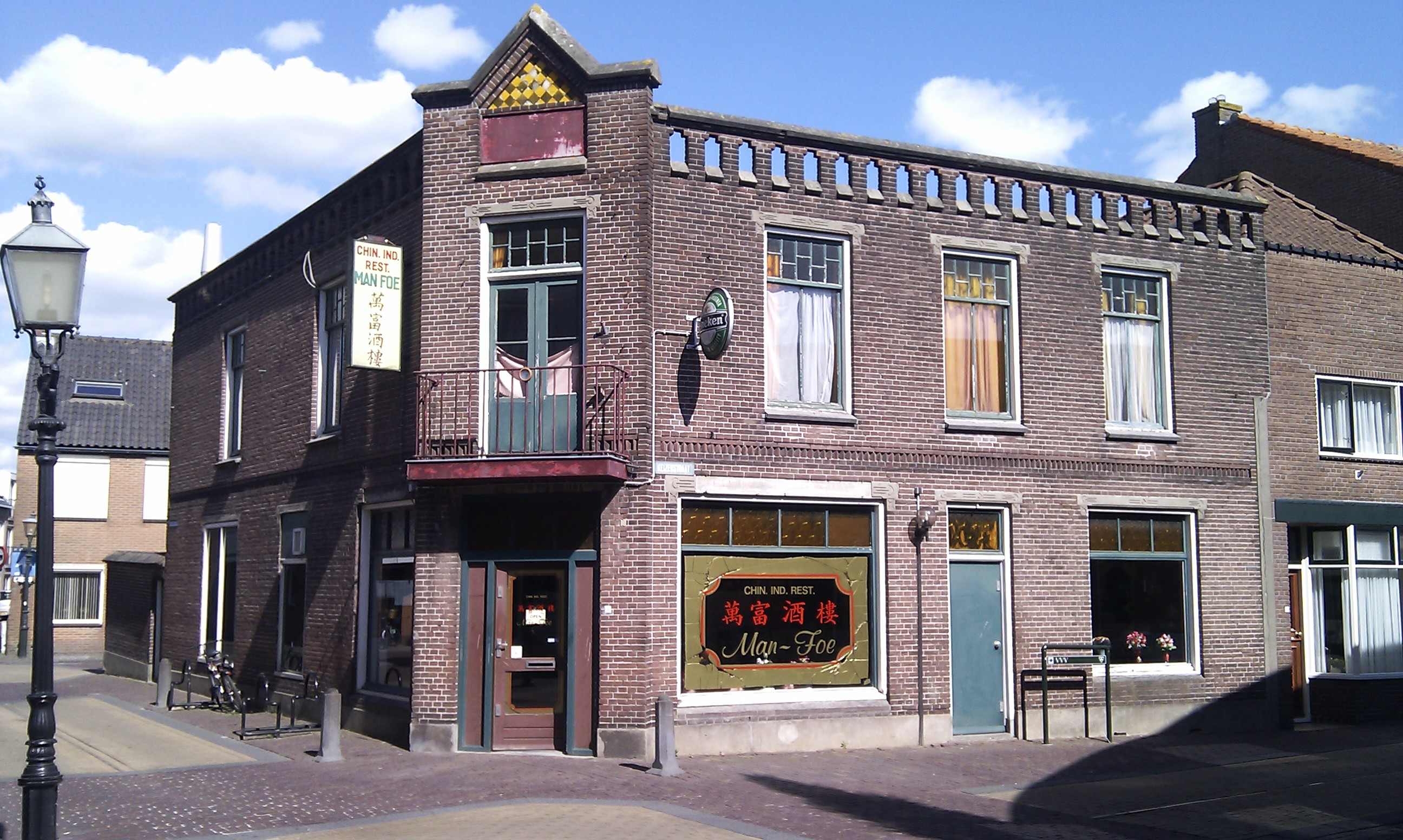
Keizerstraat 1 aan het begin van de straat

Achterstraat ·
Blindeweg ·
Bovenkerkweg ·
De Plaats ·
Doeldijk ·
Havenstraat ·
Heeswijkerpoort ·
Heilig Levenstraat ·
Hofdijk ·
Hofstraat ·
Hoogstraat ·
Julianalaan ·
Keizerstraat ·
Lieve Vrouwegracht ·
Lindeboomsweg ·
Mannenhuisstraat ·
Mastwijkerdijk ·
Molenstraat ·
Om 't Hof · 
Om 't Wedde · 
Onder de Boompjes ·
Oude Boomgaard ·
Schoolstraat  ·
Slotlaan ·
Vrouwenhuisstraat ·
Waardsedijk ·
Waterpoort ·
Willeskopperpoort ·
IJsselplein ·
IJsselkade ·
IJsselveld